# 폴란드의 국장

폴란드의 국장

폴란드의 국장은 1295년에 처음 제정되었으며 현재의 국장은 1990년에 제정되었다. 빨간색 방패 안에는 금색 부리와 발톱을 가진 하얀색 독수리가 그려져 있으며 독수리의 머리 위에는 금색 왕관이 씌워져 있는 형태를 하고 있다.

## 역대 폴란드의 국장

폴란드-리투아니아 연방의 국장
바르샤바 공국의 국장 (1807년-1815년)
폴란드 입헌왕국의 국장 (1815년-1917년)
폴란드 섭정왕국의 국장 (1916년-1918년)
폴란드 제2공화국의 국장 (1919년-1927년)
폴란드 제2공화국의 국장 (1927년-1939년)
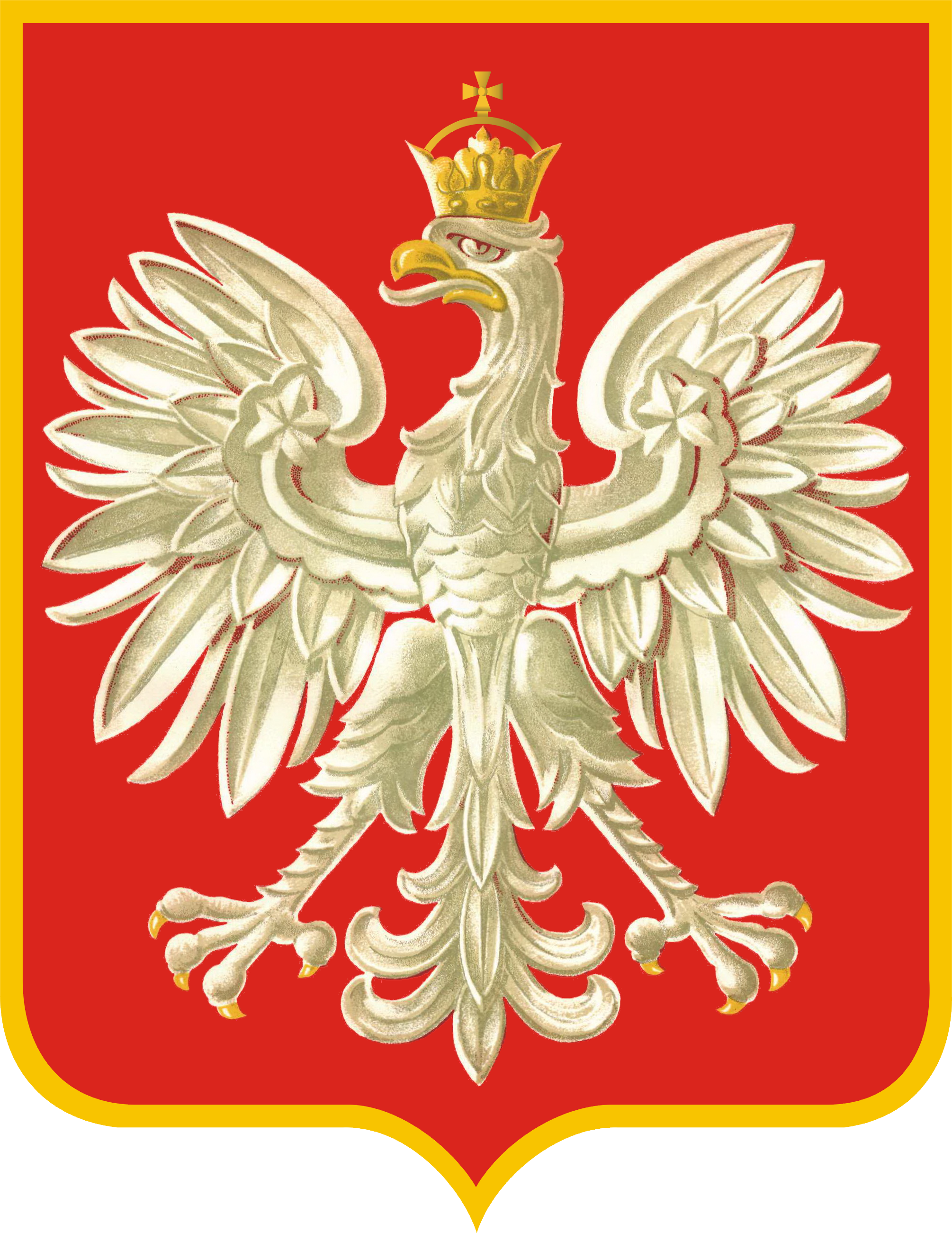
폴란드 망명 정부의 국장 (1956년-1990년)
폴란드 인민공화국의 국장 (1947년-1980년)

## 같이 보기
- 리투아니아의 국장
- 폴란드의 국기